# Animal Crossing: Amiibo Festival
Animal Crossing: Amiibo Festival (どうぶつの森amiiboフェスティバル, Dōbutsunomori amiibo Fesutibaru) (stylisé Animal Crossing: amiibo Festival) est un party game développé par Nintendo EPD et Nd Cube et édité par Nintendo. Il est sorti le 13 novembre 2015 sur Wii U en Amérique du Nord et une semaine après en Europe. Il est dévoilé à l'occasion de l'E3 2015. Il s'agit d'un dérivé de la série Animal Crossing.

## Système de jeu
Cet opus présente la particularité d'être un jeu vidéo de société basé sur les figurines et cartes amiibo de la collection Animal Crossing de Nintendo. L'univers ne change pas, la ville est similaire à celle d'Animal Crossing: New Leaf. Une gestion du temps et des événements climatiques aléatoires est pris en charge.De nombreuses figurines amiibo animal crossing sont compatibles avec ce jeu dont les figurines de Marie, Max, Kéké Laglisse, Serge, Risette, Lou, Layette et Tom Nook disponibles à la sortie du jeu. Le 21 janvier 2016 quatre nouvelles figurines amiibo Animal Crossing arrivent Blaise, Resetti, Céleste et Thibou. Quatre autres figurines dont une nouvelle version de Marie en tenue d'été, Amiral, Charly et les deux jumeaux Méli et Mélo sur une même figurine sont quant à elles sorties le 18 mars 2016.